# Кірстін Фрає
Кірстін Фрає (нім. Kirstin Freye; нар. 29 травня 1975) — колишня німецька тенісистка.
Найвищу одиночну позицію світового рейтингу — 198 місце досягла 15 листопада 1993, парну — 88 місце — 27 січня 2003 року.
Здобула 22 парні титули туру ITF.
Найвищим досягненням на турнірах Великого шолома було 2 коло в парному розряді.
Завершила кар'єру 2006 року.

## Фінали ITF
| турніри $100,000 |
| турніри $75,000  |
| турніри $50,000  |
| турніри $25,000  |
| турніри $10,000  |

### Одиночний розряд (0–3)
| Результат | Ранг | Дата           | Місце            | Покриття  | Суперниця            | Рахунок            |
| --------- | ---- | -------------- | ---------------- | --------- | -------------------- | ------------------ |
| Поразка   | 1.   | 7 червня 1993  | Ашкелон, Ізраїль | Тверде    | Яел Сегал            | 6–0, 5–7, 2–6      |
| Поразка   | 2.   | 2 лютого 1997  | Рунгстед, Данія  | Килим (i) | Магдалена Зденовкова | 6–7, 6–7           |
| Поразка   | 3.   | 15 жовтня 2000 | Мехіко, Мексика  | Тверде    | Сара Тейлор          | 1–4, 2–4, 5–3, 2–4 |

### Парний розряд (22–19)
| Результат | Ранг | Дата              | Місце                            | Покриття   | Партнерка           | Суперниці                                 | Рахунок                 |
| --------- | ---- | ----------------- | -------------------------------- | ---------- | ------------------- | ----------------------------------------- | ----------------------- |
| Перемога  | 1.   | 26 листопада 1990 | Юсдаль, Швеція                   | Тверде (i) | Штефані Ремке       | Кора Ліннеман Ева Лена Ольссон            | 6–1, 7–5                |
| Поразка   | 2.   | 24 липня 1994     | Реда-Віденбрюк, Німеччина        | Ґрунт      | Ангела Керек        | Седа Норландер Аннемарі Міккерс           | 3–6, 2–6                |
| Поразка   | 3.   | 17 жовтня 1994    | Фленсбург, Німеччина             | Килим (i)  | Зілке Маєр          | Катержина Крупова-Шишкова Яна Поспішилова | 2–6, 6–4, 2–6           |
| Перемога  | 4.   | 10 липня 1995     | Віго, Іспанія                    | Ґрунт      | Андрея Ехрітт       | Естефанія Боттіні Гала Леон Гарсія        | 2–6, 6–3, 6–3           |
| Поразка   | 5.   | 31 липня 1995     | Місісага, Канада                 | Тверде     | Анікве Снейдерс     | Рене Сімпсон Керолайн Ділайл              | 3–6, 2–6                |
| Поразка   | 6.   | 4 вересня 1995    | Тяньцзінь, КНР                   | Тверде     | Тесса Прайс         | Чень Лі-Лін Лі Фан                        | 2–6, 3–6                |
| Перемога  | 7.   | 29 жовтня 1995    | Пуатьє, Франція                  | Тверде (i) | Седа Норландер      | Кім де Вейлле Наталі Тейссен              | 6–4, 6–4                |
| Перемога  | 8.   | 28 липня 1996     | Буенос-Айрес, Аргентина          | Ґрунт      | Кароліна Шнайдер    | Марія Фернанда Ланда Ларісса Шерер        | 7–6(7–4), 6–4           |
| Поразка   | 9.   | 11 серпня 1996    | Сопот (Польща), Польща           | Ґрунт      | Зілке Маєр          | Ленка Немечкова Гелена Вілдова            | 0–6, 0–6                |
| Перемога  | 10.  | 6 жовтня 1996     | Льєйда, Іспанія                  | Ґрунт      | Барбара Шварц       | Аманда Гопманс Патті ван Аккер            | 6–2, 6–1                |
| Перемога  | 11.  | 10 листопада 1996 | Рамат-га-Шарон, Ізраїль          | Тверде     | Седа Норландер      | Анікве Снейдерс Нелле ван Лоттум          | 6–2, 7–5                |
| Поразка   | 12.  | 17 листопада 1996 | Нойштадт-ан-дер-Донау, Німеччина | Килим (i)  | Зілке Маєр          | Нірупама Санджив Барбара Шварц            | 4–6, 1–6                |
| Поразка   | 13.  | 8 грудня 1996     | Сержі (Валь-д'Уаз), Франція      | Тверде (i) | Нелле ван Лоттум    | Анджела Леттьєр Мейлен Ту                 | 4–6, 6–2, 4–6           |
| Поразка   | 14.  | 2 березня 1997    | Буші, Велика Британія            | Килим (i)  | Олена Татаркова     | Ольга Лугіна Клер Вуд                     | 6–7(6–8), 7–6(8–6), 1–6 |
| Перемога  | 15.  | 13 липня 1997     | Пухгайм, Німеччина               | Ґрунт      | Нелле ван Лоттум    | Марія Фернанда Ланда Седа Норландер       | 6–1, 6–2                |
| Поразка   | 16.  | 19 жовтня 1997    | Фленсбург, Німеччина             | Килим (i)  | Віраг Чурго         | Патріція Вартуш Ясмін Вер                 | 3–6, 6–3, 3–6           |
| Перемога  | 17.  | 27 жовтня 1997    | Рамат-га-Шарон, Ізраїль          | Тверде     | Гіла Розен          | Петра Рампре Катарина Среботнік           | 6–1, 6–1                |
| Поразка   | 18.  | 9 листопада 1997  | Мулен (Альє), Франція            | Тверде (i) | Келлі Пейс-Вілсон   | Мелані Шнелль Джулі Стівен                | 1–6, 2–4 ret.           |
| Перемога  | 19.  | 21 грудня 1997    | Кашкайш, Португалія              | Килим (i)  | Анна Бєлень-Жарська | Анжеліка Бахманн Магда Міхалаке           | 6–7, 6–0, 6–4           |
| Перемога  | 20.  | 14 лютого 1998    | Бірмінгем, Велика Британія       | Тверде (i) | Джін Окада          | Генріетте ван Алдерен Андреа ван ден Гурк | 6–4, 6–4                |
| Поразка   | 21.  | 21 лютого 1998    | Редбрідж, Велика Британія        | Тверде (i) | Гіла Розен          | Віраг Чурго Олена Татаркова               | 5–7, 3–6                |
| Поразка   | 22.  | 1 березня 1998    | Буші, Велика Британія            | Килим (i)  | Нелле ван Лоттум    | Труді Мусгрейв Ширлі-Енн Сіддалл          | 6–7, 6–4, 2–6           |
| Перемога  | 23.  | 15 березня 1998   | Біль (місто), Швейцарія          | Тверде (i) | Нелле ван Лоттум    | Нансі Фебер Тіна Кріжан                   | 6–3, 3–6, 7–6(7–4)      |
| Поразка   | 24.  | 26 квітня 1998    | Ешпіню, Португалія               | Килим (i)  | Зілке Маєр          | Кім де Вейлле Нелле ван Лоттум            | 6–4, 3–6, 5–7           |
| Перемога  | 25.  | 21 червня 1998    | Біль (місто), Швейцарія          | Ґрунт      | Джін Окада          | Лаура Бао Саманта Шеффель                 | 6–0, 6–7, 6–1           |
| Перемога  | 26.  | 26 липня 1998     | Дублін, Ірландія                 | Тверде     | Алісія Ортуньйо     | Ліза Макші Труді Мусгрейв                 | w/o                     |
| Перемога  | 27.  | 18 жовтня 1998    | Сеул, Південна Корея             | Тверде     | Асагое Сінобу       | Кетрін Берклей Чхой Йон Ча                | 6–2, 7–6                |
| Поразка   | 28.  | 21 лютого 1999    | Мідленд (Мічиган), США           | Тверде (i) | Соня Джеясілан      | Лізель Губер Саманта Сміт                 | 6–7, 6–0, 5–7           |
| Перемога  | 29.  | 20 червня 1999    | Стамбул, Туреччина               | Тверде     | Джулія Казоні       | Андреа Шебова Магдалена Зденовкова        | 6–3, 6–3                |
| Поразка   | 30.  | 11 липня 1999     | Едмонтон, Канада                 | Тверде     | Рената Колбовіч     | Дон Бут Ванесса Вебб                      | 3–6, 2–6                |
| Поразка   | 31.  | 18 липня 1999     | Пухгайм, Німеччина               | Ґрунт      | Зіна Шрайбер        | Светлана Кривенчева Ева Меліхарова        | 2–6, 4–6                |
| Перемога  | 32.  | 28 травня 2000    | Б'єлла, Італія                   | Ґрунт      | Адрієнн Хегюдюш     | Ева Фіслова Зузана Гейдова                | 6–2, 6–4                |
| Поразка   | 33.  | 16 липня 2000     | Вінніпег, Канада                 | Тверде     | Тонґ Ка-по          | Рената Колбовіч Ванесса Вебб              | 1–6, 4–6                |
| Перемога  | 34.  | 30 вересня 2000   | Санта-Клара (Каліфорнія), США    | Тверде     | Седа Норландер      | Дон Бут Петра Рампре                      | 6–1, 6–4                |
| Поразка   | 35.  | 14 жовтня 2000    | Мехіко, Мексика                  | Тверде     | Келлі Лігган        | Жоана Кортез Ванесса Менга                | 3–5, 4–5(4–6), 0–4      |
| Поразка   | 36.  | 11 листопада 2000 | Піттсбург, США                   | Тверде (i) | Седа Норландер      | Нірупама Санджив Нана Міяґі               | 7–5, 4–6, 0–6           |
| Перемога  | 37.  | 24 червня 2001    | Ленцергайде, Швейцарія           | Ґрунт      | Зузана Валекова     | Еріка Краут Ванеса Краут                  | 3–6, 6–3, 6–2           |
| Перемога  | 38.  | 29 липня 2001     | Ле-Контамін-Монжуа, Франція      | Тверде     | Анаушка ван Ексел   | Каролін Денін Рошелл Розенфілд            | 6–3, 6–2                |
| Перемога  | 39.  | 2 лютого 2002     | Бельфор, Франція                 | Тверде (i) | Зіна Шмідле         | Маріна Каяццо Софі Лефевр                 | 7–6(7–0), 6–4           |
| Перемога  | 40.  | 6 квітня 2002     | Дубай, ОАЕ                       | Тверде     | Седа Норландер      | Бахія Мухтассен Анжелік Віджайя           | 6–2, 6–4                |
| Перемога  | 41.  | 14 липня 2002     | Дармштадт, Німеччина             | Ґрунт      | Андреа Гласс        | Ева Бірнерова Домініка Лузарова           | 7–5, 6–2                |